# 祐村ひかる
祐村 ひかる（ゆうむら ひかる、1997年10月18日 - ）は、大阪府出身の女子サッカー選手。ノジマステラ神奈川相模原所属。ポジションはミッドフィールダー、フォワード。

## 経歴

### ユース
FCヴィトーリア
2012年7月から開催された第17回全日本女子ユース（U-15）サッカー選手権大会ではゴールキーパーとして出場し、準優勝を果たした。
2013年1月に開催されたJOCジュニアオリンピックカップ 第16回全日本女子ユースサッカー選手権大会では、ミッドフィールダー登録で出場した。
大阪学芸高校
女子サッカー部に所属。同校の2学年下に宝田沙織がいる。
武蔵丘短期大学シエンシア
2016年8月から11月にかけて開催された第30回関東大学女子サッカーリーグ戦では、ディフェンダー登録で出場した。また、同年12月に開催された第25回全日本大学女子サッカー選手権大会でも同じくディフェンダー登録で出場し、3位決定戦で破れ4位となった。なお、シエンシアの1学年上の先輩に、國武愛美、園田瑞貴らがいる。

### シニア
ちふれASエルフェン埼玉
2018年5月6日、2018プレナスなでしこリーグ2部 第5節（愛媛FCレディース戦）において、なでしこリーグ初出場を果たす。
2022年4月、Jヴィレッジで行われたなでしこジャパン候補トレーニングキャンプのメンバーに初めて招集された。
2024年4月21日に開催された2023-24 WEリーグ 第16節 サンフレッチェ広島レジーナ戦にて負傷し、診断の結果、右膝前十字靱帯損傷・内側側副靱帯損傷・側半月板損傷（全治見込み8ヶ月）と発表された。
ノジマステラ神奈川相模原
2025年5月31日、2025/26シーズンからノジマステラ神奈川相模原へ完全移籍することが発表された。

## 個人成績

### クラブ
| クラブ                   | シーズン | リーグ      | 背番号 | リーグ戦 | リーグ戦 | カップ戦 | カップ戦 | リーグ杯 | リーグ杯 | AFC  | AFC  | 合計 | 合計 |
| クラブ                   | シーズン | リーグ      | 背番号 | 出場     | 得点     | 出場     | 得点     | 出場     | 得点     | 出場 | 得点 | 出場 | 得点 |
| ------------------------ | -------- | ----------- | ------ | -------- | -------- | -------- | -------- | -------- | -------- | ---- | ---- | ---- | ---- |
| ちふれASエルフェン埼玉   | 2018     | なでしこ2部 | 23     | 13       | 4        | 1        | 0        | 5        | 2        | —    | —    | 19   | 6    |
| ちふれASエルフェン埼玉   | 2019     | なでしこ2部 | 29     | 16       | 0        | 4        | 1        | 8        | 2        | -    | -    | 28   | 3    |
| ちふれASエルフェン埼玉   | 2020     | なでしこ2部 | 29     | 18       | 8        | 2        | 0        | —        | —        | —    | —    | 20   | 8    |
| ちふれASエルフェン埼玉   | 2021-22  | WE          | 29     | 19       | 3        | 1        | 0        | —        | —        | —    | —    | 20   | 3    |
| ちふれASエルフェン埼玉   | 2022-23  | WE          | 11     | 20       | 3        | 3        | 0        | 4        | 0        | —    | —    | 27   | 3    |
| ちふれASエルフェン埼玉   | 2023-24  | WE          | 29     | 15       | 3        | 2        | 1        | 4        | 0        | -    | -    | 21   | 4    |
| ちふれASエルフェン埼玉   | 2024-25  | WE          | 29     | 11       | 2        | 0        | 0        | 0        | 0        | -    | -    | 11   | 2    |
| ちふれASエルフェン埼玉   | 通算     | 通算        | 通算   | 112      | 23       | 13       | 2        | 21       | 4        | 0    | 0    | 146  | 29   |
| ノジマステラ神奈川相模原 | 2025/26  | WE          |        |          |          |          |          |          |          | -    | -    |      |      |
| 通算                     | 日本     | 日本        | 1部    | 65       | 11       | 6        | 1        | 8        | 0        | 0    | 0    | 79   | 12   |
| 通算                     | 日本     | 日本        | 2部    | 47       | 12       | 7        | 1        | 13       | 4        | 0    | 0    | 67   | 17   |
| 総通算                   | 総通算   | 総通算      | 総通算 | 112      | 23       | 13       | 2        | 21       | 4        | 0    | 0    | 146  | 29   |

- 日本女子サッカーリーグ
  - 初出場 - 2018年5月6日 なでしこリーグ2部 第5節 愛媛FCレディース戦 (埼玉スタジアム2002第2グラウンド)[7]
  - 初得点 - 2018年9月1日 なでしこリーグ2部 第10節 ニッパツ横浜FCシーガルズ戦 (神奈川県立保土ケ谷公園サッカー場)[7]

- WEリーグ
  - 初出場 - 2021年9月12日 第1節 サンフレッチェ広島レジーナ戦 (熊谷スポーツ文化公園陸上競技場)[12]
  - 初得点 - 2021年11月20日 第10節 三菱重工浦和レッズレディース戦 (熊谷スポーツ文化公園陸上競技場)[12]